# Казьмеркув
Казьмеркув (пол. Kaźmierków) — село в Польщі, у гміні Щавін-Косьцельни Ґостинінського повіту Мазовецького воєводства.
У 1975—1998 роках село належало до Плоцького воєводства.